# Sharon van Rouwendaal
Sharon van Rouwendaal (Baarn, 9 september 1993) is een Nederlandse zwemster. Ze won goud op de 10 km open water tijdens de Olympische Zomerspelen 2016 in Rio de Janeiro en de Olympische Zomerspelen 2024 in Parijs. In 2022 en 2024 werd Van Rouwendaal op dat onderdeel wereldkampioene. 

## Biografie
Zij woonde en trainde in Frankrijk en kwam in 2008 voor het eerst uit voor Nederland. In 2009 verhuisde Van Rouwendaal naar Eindhoven, waar ze trainde onder leiding van Jacco Verhaeren bij het Nationaal Zweminstituut Eindhoven. In september 2013 ging Van Rouwendaal weer terug naar Frankrijk waar ze tot 2020 trainde onder Philippe Lucas bij MUC Montpellier Natation. Sinds 2020 traint ze onder leiding van de Duitse coach Bernd Berkhahn. In april 2024 ging Van Rouwendaal in het Nederlandse Gemert wonen.

## Carrière

### 2008
In februari 2008 verbeterde Van Rouwendaal in Toulouse, Frankrijk het meer dan dertig jaar oude Nederlandse record van Annelies Maas op de 1500 meter vrije slag. Twee maanden later, tijdens de Open Franse kampioenschappen zwemmen in Duinkerke, verbeterde ze het bijna twintig jaar oude Nederlandse record van Marianne Muis op de 400 meter wisselslag. Op de Open Nederlandse kampioenschappen zwemmen 2008 in Eindhoven veroverde Van Rouwendaal nationale titels op de 800 meter vrije slag en de 1500 meter vrije slag.
Tijdens de Europese Jeugdkampioenschappen van 2008 in Belgrado sleepte ze vier medailles in de wacht (goud op de 1500 meter vrije slag, zilver op de 200 meter vrije slag, zilver op de 400 meter vrije slag en zilver op de 800 meter vrije slag) en verbeterde ze haar eigen nationale record op de 1500 meter vrije slag.
Bij haar internationale seniorendebuut, op de Europese kampioenschappen kortebaanzwemmen 2008 in Rijeka, eindigde Van Rouwendaal als twaalfde op de 800 meter vrije slag en strandde ze in de series van de 400 meter vrije slag.

### 2009
Op 22 april 2009 wist Van Rouwendaal op vijftienjarige leeftijd het nationale record op de 100 meter rugslag te verbeteren in 1.02,02.
In Praag nam Van Rouwendaal voor de tweede maal deel aan de Europese jeugdkampioenschappen, ditmaal sleepte ze het goud in de wacht op de 400 meter vrije slag en het brons op de 200 meter vrije slag.
Tijdens de Europese kampioenschappen kortebaanzwemmen 2009 in Istanboel eindigde Van Rouwendaal als achtste op de 400 meter vrije slag. Op de 100 meter rugslag en op de 200 meter rugslag werd ze uitgeschakeld in de series.

### 2010
Op de Europese kampioenschappen zwemmen 2010 in Boedapest eindigde ze als vijfde op de 200 meter rugslag en als achtste op de 100 meter rugslag, op de 200 meter vrije slag en op de 400 meter vrije slag strandde ze in de series. In Eindhoven nam Van Rouwendaal deel aan de Europese kampioenschappen kortebaanzwemmen 2010. Op dit toernooi veroverde ze de zilveren medaille op zowel de 100 meter rugslag als op de 200 meter rugslag. Daarnaast eindigde ze als zesde op de 400 meter vrije slag. Tijdens de wereldkampioenschappen kortebaanzwemmen 2010 in Dubai eindigde Van Rouwendaal als vijfde op de 200 meter rugslag. Daarnaast werd ze uitgeschakeld in de halve finales van de 100 meter rugslag en in de series van de 200 meter vrije slag.

### 2011
Op de wereldkampioenschappen zwemmen 2011 in Shanghai sleepte Van Rouwendaal de bronzen medaille in de wacht op de 200 meter rugslag. Op de 100 meter rugslag strandde ze in de halve finales. Op beide afstanden behaalde ze een nominatie voor de Olympische Zomerspelen 2012 in Londen.

### 2014
Van Rouwendaal won tijdens de Europese kampioenschappen zwemmen 2014 vier medailles. Bij het openwaterzwemmen won ze individueel een gouden medaille op de 10 kilometer en een zilveren medaille op de 5 kilometer. Samen met Ferry Weertman en Marcel Schouten won ze een gouden medaille in de landenwedstrijd (over 5 kilometer). Op de 400 meter vrije slag won ze een zilveren medaille.

### 2015
Op de wereldkampioenschappen zwemmen 2015 in Kazan, Rusland, kwam Van Rouwendaal opnieuw uit in zowel het open water als het langebaanbad. Ze won zilveren medailles op de individuele 10 km open water en in de landenwedstrijd (Team pursuit; over 5 km) met Marcel Schouten and Ferry Weertman. Dankzij haar top-10 plaats op de 10 km kwalificeerde ze zich voor de 10 km open water van de Olympische Zomerspele 2016 in Rio de Janeiro. Ze werd ook nog vierde op de individuele 5 km. In het zwembad won ze zilver op de 400 meter vrije slag achter de ongenaakbare Katie Ledecky, de wereldrecordhoudster. In deze race zwom ze het Nederlandse record van 4.03,02. Ze haalde ook de finale op de 400 meter vrije slag en op de 800 meter vrije slag, maar won geen medailles.

### 2016
Van Rouwendaal won de gouden medaille op de 10 km open water bij de Olympische Zomerspelen 2016 in Rio de Janeiro, Brazilië, waar de 10 km voor de derde keer op het olympisch programma stond. Zij evenaarde hiermee Maarten van der Weijden die tijdens de eerste editie van de 10 km open water tijdens de Olympische Zomerspelen 2008 in Beijing, China de eerste (Nederlander) was die de 10 km open water won.
Tijdens de olympische huldiging op 24 augustus 2016 werd ze door koning Willem Alexander benoemd tot ridder in de Orde van Oranje-Nassau.

## Resultaten

### Internationale toernooien
| Jaar  | Olympische Zomerspelen                  | WK langebaan | WK kortebaan                                                 | EK langebaan                                                                    | EK kortebaan                                             |
| ----- | --------------------------------------- | --- | ------------------------------------------------------------ | ------------------------------------------------------------------------------- | -------------------------------------------------------- |
| 2008  | geen deelname                           | | geen deelname                                                | geen deelname                                                                   | 17e 400 m vrije slag 12e 800 m vrije slag                |
| 2009  |                                         | geen deelname |                                                              |                                                                                 | 8e 0400 m vrije slag 22e 100 m rugslag 20e 200 m rugslag |
| 2010  |                                         | | 14e 200 m vrije slag 12e 100 m rugslag 5e 0200 m rugslag     | 25e 200 m vrije slag 20e 400 m vrije slag 8e 0100 m rugslag 5e 0200 m rugslag   | 6e 400 m vrije slag · 100 m rugslag · 200m rugslag       |
| 2011  |                                         | 11e 100 m rugslag · 0200 m rugslag                                                                                                |                                                              |                                                                                 | geen deelname                                            |
| 2012  | 6e 4x100 m wisselslag                   | |                                                              |                                                                                 |                                                          |
| 2013  |                                         | |                                                              |                                                                                 | 800 m vrije slag                                         |
| 2014  |                                         | | 400 m vrije slag · 800 m vrije slag · 4x200 m vrije slag     | 10 km open water · 05 km open water · Landenwedstrijd (5 km) · 400 m vrije slag |                                                          |
| 2015  |                                         | 0400 m vrije slag · 8e 0800 m vrije slag · 6e 1500 m vrije slag · 4e 05 km open water · 10 km open water · Landenwedstrijd (5 km) |                                                              |                                                                                 | 5e 400 m vrije slag · 800 m vrije slag                   |
| 2016  | 19e 400 m vrije slag · 10 km open water | | 22e 200 m vrije slag 7e 400 m vrije slag 9e 800 m vrije slag | 6e 400 m vrije slag 8e 800 m vrije slag                                         |                                                          |
| 2017  |                                         | 4e 05 km open water · 16e 10 km open water · 025 km open water                                                                    |                                                              |                                                                                 | geen deelname                                            |
| 2018  |                                         | | geen deelname                                                | 05 km open water · 10 km open water · Landenwedstrijd (5 km) · 25 km open water |                                                          |
| 2019  |                                         | 11e 05 km open water 10e 10 km open water                                                                                         |                                                              |                                                                                 | geen deelname                                            |
| 2020* | 16e 200m rugslag · 10 km open water     | | geen deelname                                                | 05 km open water · 10 km open water ·                                           |                                                          |
| 2021  |                                         | |                                                              |                                                                                 | geen deelname                                            |
| 2022  |                                         | 10e 05 km open water · 10 km open water · 25 km open water                                                                        |                                                              | 05 km open water ·                                                              |                                                          |
| 2023  |                                         | 4e 10 km open water · 5 km open water                                                                                             |                                                              |                                                                                 |                                                          |
| 2024  | 10 km open water                        | 5 km open water · 10 km open water                                                                                                |                                                              |                                                                                 |                                                          |

 *) De internationale toernooien die in 2020 zouden plaatsvinden werden vanwege de coronapandemie uitgesteld tot 2021.

### Nederlandse kampioenschappen zwemmen
| Jaar | NK langebaan                                                                                  | NK kortebaan                                                                                      |
| ---- | --------------------------------------------------------------------------------------------- | ------------------------------------------------------------------------------------------------- |
| 2008 | 0800 m vrije slag · 1500 m vrije slag · 0200 m rugslag · 0200 m wisselslag                    | Geen deelname                                                                                     |
| 2009 | 0400 m vrije slag · 0800 m vrije slag · 1500m vrije slag · 0100 m rugslag · 0200 m wisselslag | 5e 200 m vrije slag · 400 m vrije slag · 100 m vlinderslag · 200 m vlinderslag · 400 m wisselslag |
| 2010 | 8e 100 m vrije slag · 4e 050 m rugslag · 100 m vlinderslag · 200 m vlinderslag                | 200 m vrije slag · 200 m vlinderslag · 400 m wisselslag                                           |
| 2011 | 200 m vrije slag · 100 m rugslag · 200 m vlinderslag                                          | 100 m rugslag · 200 m rugslag                                                                     |

## Persoonlijke records
Bijgewerkt tot en met 11 juli 2015

### Kortebaan
| Afstand           | Tijd        | Datum            | Plaats      |
| ----------------- | ----------- | ---------------- | ----------- |
| 100 m vrije slag  | 55,21       | 18 oktober 2014  | Compiègne   |
| 200 m vrije slag  | 1.52,73     | 3 december 2014  | Doha        |
| 400 m vrije slag  | NR 3.57,76  | 5 december 2014  | Doha        |
| 800 m vrije slag  | NR 8.08,17  | 4 december 2014  | Doha        |
| 1500 m vrije slag | NR 15.48,67 | 22 november 2014 | Montpellier |
| 100 m rugslag     | 57,91       | 26 november 2010 | Eindhoven   |
| 200 m rugslag     | 2.02,47     | 16 december 2011 | Atlanta     |
| 100 m vlinderslag | 59,76       | 27 oktober 2012  | Amsterdam   |
| 200 m vlinderslag | NR 2.06,20  | 20 november 2014 | Montpellier |
| 200 m wisselslag  | 2.13,84     | 14 november 2009 | Stavanger   |
| 400 m wisselslag  | NR 4.33.15  | 23 november 2014 | Montpellier |

### Langebaan
| Afstand           | Tijd        | Datum            | Plaats    |
| ----------------- | ----------- | ---------------- | --------- |
| 200 m vrije slag  | 1.58,12     | 12 december 2014 | Amsterdam |
| 400 m vrije slag  | NR 4.03,02  | 2 augustus 2015  | Kazan     |
| 800 m vrije slag  | NR 8.24,12  | 8 augustus 2015  | Kazan     |
| 1500 m vrije slag | NR 16.03,37 | 10 juli 2015     | Boekarest |
| 5000 m vrije slag | NR 56.23,05 | 7 februari 2015  | Sarcelles |
| 100 m rugslag     | 1.00,14     | 25 juli 2011     | Shanghai  |
| 200 m rugslag     | NR 2.07,78  | 30 juli 2011     | Shanghai  |
| 100 m vlinderslag | 1.01,21     | 12 juni 2010     | Eindhoven |
| 200 m vlinderslag | NR 2.08,74  | 2 april 2015     | Limoges   |
| 200 m wisselslag  | 2.17,00     | 10 mei 2014      | Tarbes    |
| 400 m wisselslag  | 4.48,19     | 20 april 2008    | Duinkerke |